# Grevillea tetrapleura
Grevillea tetrapleura är en tvåhjärtbladig växtart som beskrevs av Mcgill.. Grevillea tetrapleura ingår i släktet Grevillea och familjen Proteaceae. Inga underarter finns listade i Catalogue of Life.